# Empresa Generadora de Electricidad Haina (EGE Haina)
La Empresa Generadora de Electricidad Haina, conocida como EGE Haina, es la principal empresa mixta (público-privada) de la República Dominicana en inversión, contribución al Estado y activos que están valorados en 1,000 millones de dólares. 
EGE Haina se dedica a la generación de electricidad a partir de gas natural, renovables no convencionales (eólica y solar), combustibles líquidos y carbón.

## Descripción
La empresa opera 1,000 MW provenientes de 11 centrales de generación eléctrica (9 propias y 2 de terceros), ubicadas en San Pedro de Macorís, San Cristóbal, Barahona y Pedernales. 
En 2019 tuvo una producción de 3,037 GWh. Aporta el 15% de la energía consumida en el país a través del Sistema Eléctrico Nacional Interconectado (SENI). Adicionalmente, suministra energía a los sistemas aislados de Punta Cana Macao y de Pedernales. Asimismo, provee electricidad a múltiples industrias y empresas nacionales.
Su flota de generación es diversificada en tecnología y en combustibles, tiene una disponibilidad de 98% y una eficiencia energética de sus unidades de 7,163 Btu/kWh. 
EGE Haina ha invertido 950 millones de dólares en proyectos de generación eléctrica a lo largo de su vida corporativa iniciada en octubre de 1999. En la última década desarrolló 410 MW en 5 proyectos renovables y uno a gas natural: Parque Eólico Los Cocos (1 y 2), Parque Eólico Larimar (1 y 2), Quisqueya Solar y la central Quisqueya 2.
Esas inversiones por un monto total de 725 millones de dólares incrementaron la producción de energía de la empresa en casi 40 %, a la vez que redujeron a la mitad las emisiones de CO2 por cada kilovatio hora producido. El 60% de la producción de EGE Haina proviene de gas natural y de fuentes renovables.
EGE Haina está integrada por 500 empleados y mantiene un bajo nivel de rotación; 40% de los colaboradores tienen 9 años o más en la empresa. En 2019 la empresa recibió la certificación de la firma Great Place to Work (GPTW) que la calificó en la posición número 8 de la República Dominicana y en el 9 del Caribe entre los mejores lugares para trabajar.
A lo largo de su trayectoria la empresa ha recibido numerosos reconocimientos por su contribución al desarrollo desde su ámbito de trabajo, por sus buenas prácticas ambientales, sus contribuciones sociales y en 2019 resultó, por segunda vez, la empresa más admirada del sector eléctrico en la República Dominicana, según un estudio de Read Investigación para la revista Mercado.
En octubre de 2019 la compañía celebró el 20 aniversario de su creación y reafirmó su compromiso con el desarrollo del país a través de la producción de energía sostenible, y de aportar al crecimiento y bienestar de sus empleados y de las comunidades donde opera.

## Energía renovable
EGE Haina es una empresa pionera y líder del sector eléctrico dominicano en energía eólica.
En 2011, EGE Haina inauguró su primer parque de energía eólica: el Parque Eólico Los Cocos. Un libro sobre este hito fue publicado en diciembre de 2012 bajo el título: “La energía que trae el viento”.
Tras las dos fases del Parque Eólico Los Cocos, EGE Haina construyó las fases 1 y 2 del Parque Eólico Larimar.
Actualmente la empresa cuenta con 69 aerogeneradores para una capacidad eólica instalada de 175 megavatios, que convierten a República Dominicana en el mayor productor de energía eólica del Caribe, con una producción anual estimada de 600,000 megavatios hora.
En conjunto, cada año, los parques eólicos de EGE Haina evitan la emisión a la atmósfera de 300,000 toneladas de CO2, así como la importación de 900,000 barriles de petróleo. Ambas fases del Parque Eólico Los Cocos fueron acreditadas por la Organización de las Naciones Unidas dentro del Mecanismo de Desarrollo Limpio (MDL) del Protocolo de Kioto, en 2012 y 2013. 
Asimismo, las dos fases del Parque Eólico Los Cocos se convirtieron en las primeras centrales de energía de la República Dominicana en recibir Certificados de Emisiones Reducidas (CERs) o bonos de carbono otorgados bajo la Convención Marco sobre Cambio Climático de la Organización de las Naciones Unidas (ONU), para promover la reducción de las emisiones contaminantes al medio ambiente, causantes del calentamiento global.

## Nuevos proyectos
La empresa anunció un plan de crecimiento de 2020 a 2030 que incluye el desarrollo de 1,000 megavatios a partir de fuentes renovables y 400 megavatios adicionales a gas natural.

## Estructura Empresarial
- José Rodríguez, Gerente General;[19]
- Esteban Beltré, Director Sénior de Operaciones;
- Rodrigo Varillas, Director Sénior de Finanzas;
- Mario Chávez, Director Sénior Comercial y Asuntos Regulatorios
- Ricardo Estevez, Director Sénior de Desarrollo;[19]
- Gilda Pastoriza, Directora Sénior de Gestión del Talento;[20]
- Ginny Taulé, Directora Sénior de Comunicaciones y Responsabilidad Social;
- Guillermo Sicard, Director Sénior de Legal;
- Maribel Álvarez, Director Sénior de Servicios y Sistema;
- Antonia Durán, Directora Sénior de Riesgos y Calidad;[21]
- Milcíades Melo, Director Sénior de Seguridad Patrimonial;

## Historia
EGE Haina fue constituida el 28 de octubre de 1999, como parte del proceso de capitalización del sector eléctrico de la República Dominicana.
Haina Investment Co. Ltd. (HIC) presentó la propuesta ganadora en un proceso de licitación pública internacional para la capitalización de EGE Haina y adquirió el 50% del patrimonio de la compañía, el 28 de octubre de 1999.
En la misma fecha, la Corporación Dominicana de Electricidad (CDE) transfirió a EGE Haina bienes muebles e inmuebles, plantas generadoras, de conformidad a lo establecido por la Ley de Reforma de la Empresa Pública.
Las acciones de CDE fueron posteriormente transferidas al Fondo Patrimonial de la Empresa Reformada (FONPER), de conformidad a las disposiciones de la Ley ya mencionada, siendo actualmente el accionista representante del Estado Dominicano en EGE Haina con un 49.9% de participación.
Luego de la capitalización, EGE Haina modernizó sus procedimientos administrativos y operativos para ajustarlos a las normas de buenas prácticas en la industria y llevó a cabo un programa de inversiones para reparar y rehabilitar los activos de generación que la CDE le había aportado. Más adelante, EGE Haina continuó invirtiendo para ampliar su capacidad de producción sostenible.

## Operaciones
| Central                     | Empresa   | Localidad                                                                   | Inicio de funcionamiento       | Tecnología                                                                     | Capacidad instalada |
| --------------------------- | --------- | --------------------------------------------------------------------------- | ------------------------------ | ------------------------------------------------------------------------------ | ------------------- |
| Planta San Pedro de Macorís | EGE Haina | Punta Pescadora, Provincia San Pedro de Macorís                             | 1990                           | Turbina de vapor (Mitsubishi). Funciona con vapor y fuel oil                   | 33 MW               |
| Haina TG                    | EGE Haina | Calle profesora Fabiola Uribe, Bajos de Haina. Provincia San Cristóbal      | 1998                           | Turbina de gas (Siemens), turbina de vapor (GE). Funciona con vapor y fuel Oil | 100 MW              |
| Planta Sultana del Este     | EGE Haina | Punta Pescadora, Carretera Santo Domingo-San Pedro de Macorís               | 2000                           | Motores Diesel Wärtsilä. Funciona con fuel oil                                 | 153 MW              |
| Planta Barahona Carbón      | EGE Haina | Carretera Batey Central, provincia Barahona                                 | 2001 Con nuevo turbogrupo 2018 | Turbina de vapor (ABB). Funciona con carbón y vapor                            | 51.9 MW             |
| Parque Eólico Los Cocos     | EGE Haina | Carretera Barahona-Pedernales, Provincia Pedernales                         | 2011                           | Aerogenerador (Vesta 90). Funciona con viento                                  | 77.2 MW             |
| Planta Quisqueya 2          | EGE Haina | Carretera Mella, km 11 1/2, Provincia San Pedro de Macorís                  | 2013                           | Motores Wärtsilä de ciclo combinado: vapor, fuel oil, gas natural y diesel     | 225 MW              |
| Parque Eólico Larimar       | EGE Haina | Loma Buena Vista, Enriquillo, Barahona                                      | 2016                           | Aerogenerador (Vestas V112 y V117)                                             | 97.8 MW             |
| Planta Palenque             | EGE Haina | Carretera Palenque km 1, Sabana Grande de Palenque. Provincia San Cristóbal | 2018                           | Motores Wärtsilä. Funciona con HFO como fuel oil ligero (Diesel/gasoil).       | 26 MW               |

## Operaciones por terceros
| Central                       | Empresa                           | Localidad                                                 | Inicio de funcionamiento | Tecnología                                                                | Capacidad instalada |
| ----------------------------- | --------------------------------- | --------------------------------------------------------- | ------------------------ | ------------------------------------------------------------------------- | ------------------- |
| Parque Eólico Quilvio Cabrera | Operada para CEPM                 | Carretera Barahona-Pedernales. Provincia Pedernales       | 2011                     | Aerogenerador (Vesta 90). Funciona con Viento                             | 8 MW                |
| Quisqueya 1                   | Operada para Barrick Pueblo Viejo | Carretera Mella km 11 1/2, Provincia San Pedro de Macorís | 2012                     | Motores Wärtsilä de ciclo combinado: Vapor, Fuel Oil, Gas Natural, Diesel | 225.24 MW           |

## Contribuciones
EGE Haina contribuye al desarrollo de las comunidades que rodean sus centrales y de toda la nación, a través de un amplio programa de gestión social que ha beneficiado más de 20,000 personas a través de diversas iniciativas enfocadas en sus ejes de acción: infraestructuras comunitarias y de iniciativas que promueven la educación, los valores, la salud, el deporte, el cuidado del medio ambiente, la formación técnica y el apoyo a los gremios productivos y a los organismos de socorro.
Estos proyectos fomentan la colaboración entre comunidades, autoridades locales, e instituciones nacionales e internacionales que permitan alcanzar resultados sostenibles. 
En esta década la empresa ha invertido alrededor de 10 millones de dólares en proyectos que benefician a más de 20 comunidades cercanas a sus centrales de generación en las provincias San Pedro de Macorís, Barahona, Pedernales y San Cristóbal.

## Emisiones de bonos
EGE Haina es el mayor emisor de bonos corporativos en el mercado de capitales de República Dominicana. Desde 2009 ha colocado exitosamente 480 millones de dólares.
La empresa tiene las siguientes calificaciones crediticias: A+ (dom) por Feller Rate, AA- (dom) por Fitch Ratings y B+ por Standard & Poors, todas con perspectiva estable.